# Aluniș (Mureș)
Aluniș (Hongaars: Magyaró) is een comună in het district Mureș, Transsylvanië, Roemenië. Het is opgebouwd uit drie dorpen, namelijk:
- Aluniş
- Fiţcău (Hongaars:  Fickópataka)
- Lunca Mureşului (Hongaars: Holtmaros)

## Demografie
In 2002 telde de gemeente nog zo'n 3.300 mensen, in 2007 was het aantal gedaald tot 3.251. De gemeente vormt samen met buurgemeente Brâncovenești (Mureș) een Hongaarstalige enclave. 
In 2011 had de gemeente in totaal 3236 inwoners, 422 Roemenen, 2177 Hongaren en	589 Roma.
De bevolkingssamenstelling van de dorpen was in 2011 als volgt:
- Aluniş: 2.015 inwoners, waarvan 1.167 Hongaren (58%)
- Lunca Mureşului: 735 inwoners, waarvan	572 Hongaren (78%)
- Fiţcău: 486 inwoners, waarvan 438 Hongaren (90%)